# 蓬高地區聖約翰
蓬高地區聖約翰（德語：St. Johann im Pongau）是奧地利薩爾茨堡州的市镇，位於該國北部，面積78平方公里，海拔高度565至618米，該地區自青銅時代有人類居住，2012年人口10,740。